# Iris kuschakewiczii
Iris kuschakewiczii är en irisväxtart som beskrevs av Boris Fedtjenko. Iris kuschakewiczii ingår i släktet irisar, och familjen irisväxter. Inga underarter finns listade i Catalogue of Life.